# 협도
협도(挾刀, hyeopdo)는 한국에서 사용된 장창이었다.  구부러진 칼날이 눈썹과 닮았기 때문에 "눈썹 칼"이라는 의미로 미첨도(眉尖刀)라고도 불린다. 협도에 대한 최초의 언급은 17세기 무예보번역속집(無禮實證書속집)이라는 한국의 무술 교본에 있다.

## 같이 보기
- 글레이브
- 언월도
- 나기나타
- 무예제보
- 우미도